# Gaston Poulain
Pour les articles homonymes, voir Poulain (homonymie).
Gaston Poulain, né le 19 juillet 1927 à Truttemer-le-Grand (Calvados) et mort le 24 octobre 2015 à Caen (Calvados), est un prélat catholique français.
Ordonné prêtre le 8 décembre 1951 pour le diocèse de Bayeux, il entre dans la Compagnie de Saint-Sulpice en 1952.
Nommé évêque coadjuteur de Périgueux le 24 août 1985, il est consacré le 3 novembre suivant par le cardinal Albert Decourtray. Il devient ensuite évêque titulaire du diocèse le 15 octobre 1988 et se retire le 5 mars 2004 pour raison d'âge.

## Biographie

### Formation
La formation supérieure de Gaston Poulain a été initiée au grand séminaire de son diocèse, à Bayeux, avant de se poursuivre à Rome à l'université pontificale Angelicum. Elle lui a permis d'obtenir un doctorat de théologie.

### Principaux ministères
Comme prêtre, ses principales missions ont été tournées vers la formation de séminaristes, de prêtres, mais aussi de laïcs. Il en effet été successivement directeur au séminaire de Coutances (1960-1969), puis supérieur du séminaire interdiocésain de Reims et directeur du centre théologique pour laïcs de Reims (1969-1980) et enfin supérieur du séminaire interdiocésain Saint-Irénée à Francheville (Rhône) (1980-1986).
Comme évêque, il a mené en parallèle d'une part la conduite du diocèse de Périgueux, dont il a tout d'abord été l'évêque coadjuteur de 1985-1988 avant d'en devenir l'évêque titulaire de 1988 à 2004 et d'autre part son action sur le plan national, en particulier dans le domaine des relations avec le judaïsme.
Il meurt le 24 octobre 2015 à Caen, chez les Petites Sœurs des pauvres, où il s'était retiré après avoir servi comme chapelain au sanctuaire Sainte-Thérèse de Lisieux. Il est inhumé dans la crypte des évêques de la cathédrale de Périgueux.

## Relations avec le judaïsme
Gaston Poulain a été membre, puis président du Comité épiscopal pour les relations avec le judaïsme. À ce titre, ses prises de positions ont été souvent remarquées, comme la déclaration, solennellement lue au « Vél d'hiv » de Paris le 24 juin 2001, contre l'antisémitisme du président syrien Assad.
- Lutte contre l'antisémitisme

En lien avec le Conseil représentatif des institutions juives de France (CRIF), le Comité épiscopal pour les relations avec le judaïsme a monté des journées de formation. Par exemple, lors de celles des 29 et 30 janvier 2005, Gaston Poulain s'est exprimé avec Francis Deniau et le père Patrick Desbois sur le thème suivant : « Point de repère pour répondre à l’antisémitisme contemporain ».
- Vis-à-vis de l'abbé Pierre

En 1996, l'abbé Pierre a apporté son soutien à Roger Garaudy alors que ce dernier était poursuivi pour la publication d'un ouvrage révisionniste. L'abbé Pierre allait jusqu'à demander la « levée du tabou sur l'Holocauste ». C'est alors que Gaston Poulain, au nom de l'Église de France, s'est vivement élevé contre la position de l'abbé Pierre parlant de « scandale » et de « confusion très grave ». Peu après, l'abbé a exprimé ses regrets et fait son « mea culpa », .
- Église et judaïsme

En 1997, Gaston Poulain a rédigé avec le père Jean Dujardin le chapitre intitulé : « Église, judaïsme et communauté juive française » d'un ouvrage collectif de 14 évêques intitulé : « L'Église et les français, crise de la foi, crise morale, crise sociale : quatorze évêques répondent »
- Déclaration de repentance

Gaston Poulain est également signataire du mémorial du Drancy du 30 septembre 1997. Dans cette déclaration de repentance, l'Église catholique de France reconnait pour la première fois officiellement ses manquements pendant la seconde guerre mondiale face au drame de la Shoah.
- Rencontres historiques à New-York

En février 2004, Gaston Poulain fait partie de la délégation de neuf évêques français qui a rencontré le Congrès juif mondial à New York, répondant ainsi à l'invitation de son directeur, le rabbin Israel Singer,.
Ces rencontres se sont renouvelées en 2005 et 2006,.